# گاسکوین جانکشن، وسترن استرالیا
گاسکوین جانکشن (به انگلیسی: Gascoyne Junction) یک شهرک در استرالیا است که در استرالیای غربی واقع شده‌است.